# Joe Keery
Joseph (Joe) David Keery (Newburyport, 24 april 1992) is een Amerikaans acteur en muzikant, die bekend geworden is door zijn rol als Steve Harrington in de Netflix-serie Stranger Things.

## Jonge jaren
Keery groeide op in Newburyport en begon tijdens de middelbare school met acteren. Daarna studeerde hij aan The Theatre School aan de DePaul University en slaagde in 2014.

## Carrière
Na zijn afstuderen deed hij meer dan honderd audities. Hij verscheen in reclame van KFC, Domino's Pizza en amiibo. Hij had kleine rollen in Empire en Chicago Fire en een grote rol in Henry Gamble's Birthday Party.
Hij maakt muziek onder de naam Djo. In 2024 scoort hij een internationale hit met End of Beginning.

## Rollen

### Films
| Jaar | Titel                         | Rol                  | Notities |
| ---- | ----------------------------- | -------------------- | -------- |
| 2015 | Henry Gamble's Birthday Party | Gabe                 |          |
| 2016 | The Charnel House             | Scott                |          |
| 2017 | Slice                         | Jackson              |          |
| 2017 | Molly's Game                  | Cole                 |          |
| 2018 | Shotgun                       | Chris                |          |
| 2020 | Spree                         | Kurt                 |          |
| 2021 | Free Guy                      | Walter "Keys" McKeys |          |

### Televisie
| Jaar       | Titel           | Rol               | Notities                  |
| ---------- | --------------- | ----------------- | ------------------------- |
| 2015       | Sirens          | Scenester         | 1 aflevering              |
| 2015       | Chicago Fire    | Emmett            | 2 afleveringen            |
| 2015       | Empire          | Tony Trichter III | 1 aflevering              |
| 2016-heden | Stranger Things | Steve Harrington  | Hoofdrol, 34 afleveringen |

## Prijzen en nominaties
| Jaar | Prijs                      | Categorie                                                | Genomineerd werd | Uitslag     | Ref.  |
| ---- | -------------------------- | -------------------------------------------------------- | ---------------- | ----------- | ----- |
| 2017 | Screen Actors Guild Awards | Outstanding Performance by an Ensemble in a Drama Series | Stranger Things  | Gewonnen    | [ 2 ] |
| 2019 | Screen Actors Guild Awards | Outstanding Performance by an Ensemble in a Drama Series | Stranger Things  | Genomineerd | [ 2 ] |

## Hitnoteringen
| Single met eventuele hitnotering(en) in de Nederlandse Top 40 | Datum van verschijnen | Datum van binnenkomst | Hoogste positie | Aantal weken | Opmerkingen |
| ------------------------------------------------------------- | --------------------- | --------------------- | --------------- | ------------ | ----------- |
| End of Beginning                                              | 01-04-2024            | 16-03-2024            | 24              | 5            |             |

| Single met hitnotering(en) in de Vlaamse Ultratop 50 | Datum van verschijnen | Datum van binnenkomst | Hoogste positie | Aantal weken | Opmerkingen |
| ---------------------------------------------------- | --------------------- | --------------------- | --------------- | ------------ | ----------- |
| Roddy                                                | 2019                  | 03-08-2019            | tip             | -            |             |
| Keep Your Head Up                                    | 2020                  | 19-09-2020            | tip             | -            |             |
| End of Beginning                                     | 01-04-2024            | 02-03-2024            | 10              | 10           |             |

- Bibsys: 1606126540400
- Gemeinsame Normdatei: 1142190161
- International Standard Name Identifier: 0000 0004 7845 4598
- Library of Congress Control Number: no2018080965
- MusicBrainz: 48f30c03-cce7-4329-bb0d-1c77e398a218
- Nationale Bibliotheek van Israël: 987012384888805171
- Système universitaire de documentation: 26334374X
- Virtual International Authority File: 8150939972626601998
- WorldCat: E39PBJh8PYBpwhMMqQdQgDkv73